# Björn Wilhelm

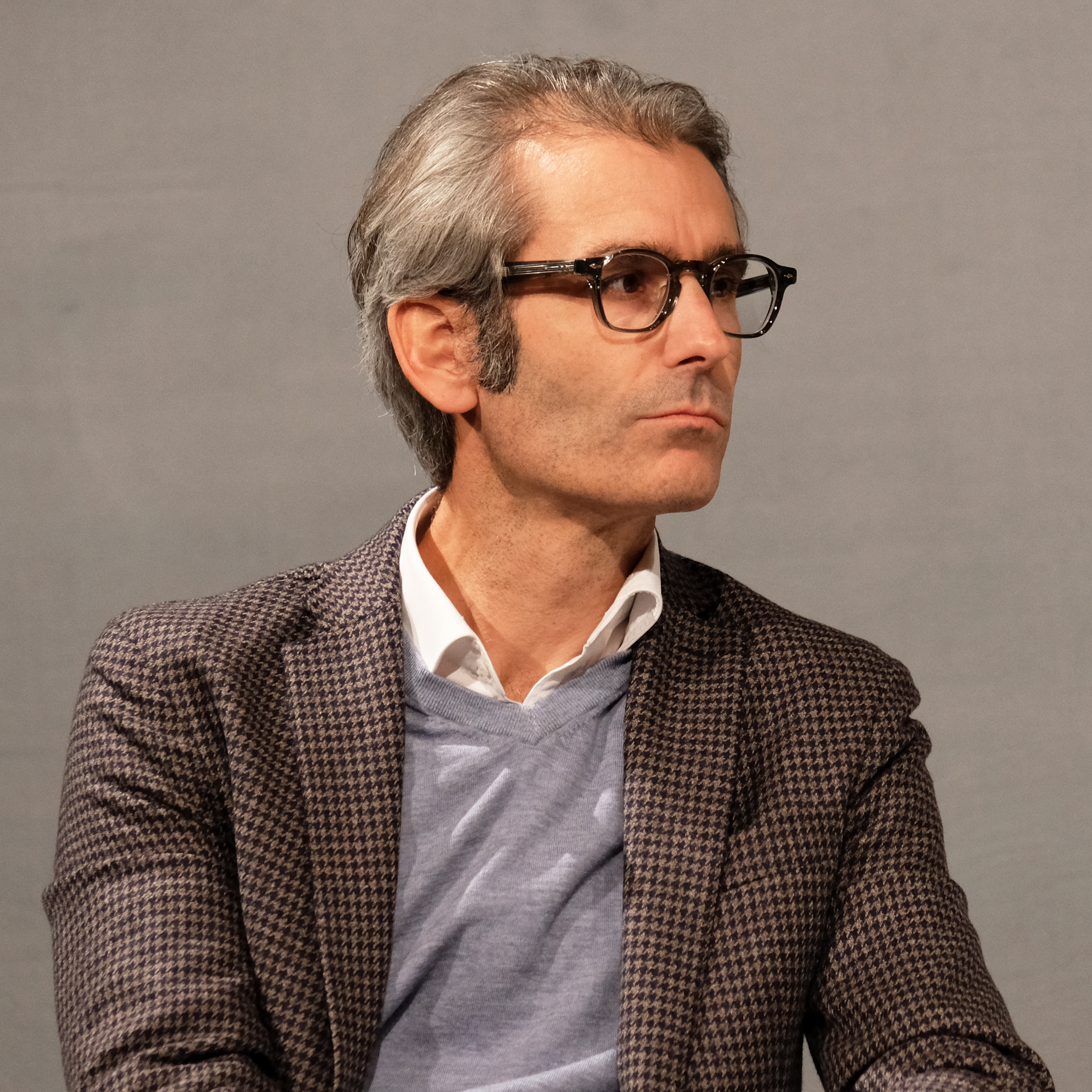
Björn Wilhelm (2023)

Björn Wilhelm (* 3. Juli 1975 in Braunschweig)  ist ein deutscher Jurist und Journalist und seit März 2022 Programmdirektor Kultur des Bayerischen Rundfunks.

## Ausbildung und beruflicher Werdegang
Nach seinem Abitur im Jahre 1995 studierte Wilhelm von 1996 bis 2002 Rechtswissenschaften an der Universität Hannover, wo er sein Studium mit dem 1. Staatsexamen abschloss. Bereits während seines Studiums war Wilhelm journalistisch tätig. Er arbeitete als Korrespondent, Regisseur und Autor für Medien in tv und im Printbereich, unter anderem für Sat.1 Nord, für die Deutsche Welle TV, die Frankfurter Rundschau, und für die Südwest Presse.

### Tätigkeit beim NDR
2002 ging Wilhelm zum Norddeutschen Rundfunk und fungierte dort bis 2005 im Landesfunkhaus Niedersachsen als fest angestellter „Redakteur vom Dienst“. In dieser Zeit erstellte er als Reporter und Regisseur Beiträge für Nachrichten- und Magazinsendungen im NDR und in der ARD.
2006 berief der Norddeutsche Rundfunk Wilhelm zum Koordinator und stellvertretenden Leiter der regionalen Doku- und Reportage-Sendungen, für die er in allen Funkhäusern im NDR-Sendegebiet Verantwortung trug. Ab 2011 war er Redaktionsleiter der Hauptnachrichten „NDR aktuell 21.45“. 2017 beförderte ihn der NDR zum Leiter des Programmbereichs NDR Fernsehen und Koordination, der 2021 in Hauptabteilung Programm und Portfoliomanagement umbenannt wurde. Als Stellvertreter des Programmdirektors leitete er die zentrale Programmmanagement-Einheit des NDR und trug als Programmchef die Verantwortung für Planung und Entwicklung, Promotion und Sendeleitung des NDR-Fernsehprogramms, und auch für die Etats sowie Technik und Studios. Zugleich vertrat er den NDR in diversen ARD-Gremien wie der ARD-Video-Programmkonferenz, im ARD Digitalboard und in der ARD Verwertungskommission.

### Kulturchef beim BR
Auf Vorschlag der BR-Intendantin Katja Wildermuth berief der Rundfunkrat des Bayerischen Rundfunks am 16. Dezember 2021 Björn Wilhelm zum Programmdirektor Kultur des Bayerischen Rundfunks. Er trat das Amt im März 2022 an, der Vertrag hat eine Laufzeit von fünf Jahren.
Björn Wilhelm trägt als Programmdirektor Kultur die Gesamtverantwortung für Inhalt und Gestaltung von Sendungen und Angeboten (inklusive Etat, Personal) aus sieben Programmbereichen: Bayern 2, BR-Klassik, Kultur, Unterhaltung und Heimat, Spiel – Film – Serie, Wissen und Bildung, BR Fernsehen, und für ARD alpha und 3sat. Dem Programmdirektor Kultur obliegt demzufolge die Verantwortung für alle Sendungen in Bayern 2, dort unter anderem Digitales und Dialog, Radiowelt, Notizbuch, Tagesgespräch, Radiowissen, Zündfunk, sowie für BR-Fernsehsendungen wie Natur exclusiv, Gesundheit, Querbeet und Gut zu wissen.
Der Programmdirektor Kultur verantwortet zudem die Klangkörper des Bayerischen Rundfunks mit Symphonieorchester, Rundfunkorchester, Chor des Bayerischen Rundfunks und Musica viva. Auch das Internationale Zentralinstitut für das Jugend- und Bildungsfernsehen fällt in seinen Verantwortungsbereich. Bei den Zulieferungen des Studios Franken zum Gesamtprogramm des Bayerischen Rundfunks hat der Programmdirektor Kultur die Fachaufsicht über die Bereiche Musik sowie Kultur und Unterhaltung inne. Zum Aufgabengebiet von Björn Wilhelm zählen auch die digitalen Angebote der Programmdirektion Kultur und die BR Mediathek.
Auf ARD-Ebene fungiert Wilhelm seit seinem Amtsantritt seitens des BR als Koordinator für den Bereich Wissen, Bildung, Musik und Religion sowie für 3sat.